# Thor 6
Thor 6 (Thor 2R) je komunikacijski satelit norveške tvrtke Telenor Satellite Broadcasting. 
Izradila ga je tvrtka Thales Alenia Space. Smješten je na orbitalnoj poziciji od 1° zapadno. Na toj poziciji naslijedio je satelit Thor 3. U orbitu je lansiran 29. listopada 2009. s noseće rakete Ariane 5 iz kozmodroma Kourou Space Centre u Francuskoj Gvajani. Raspolaže s 36 Ku band transpondera od kojih je 16 predviđeno za pokrivanjem signalom Skandinavije, a preostalih 20 je predviđeno za pokrivanje signalom Srednje i Istočne Europe. Masa mu iznosi 3.050 kg. Predviđeni rok trajanja je oko 15 godina.

## Vanjske poveznice
- Službena stranica Telenor Satellite Broadcasting
- Pregled kanala koji emitiraju s Thora 6
- Pregled pokrivanja signalom  Arhivirana inačica izvorne stranice od 25. kolovoza 2012. (Wayback Machine)